# Atletik under sommer-OL 2024 - 400 meter hækkeløb (damer)
400 meter hækkeløb for damer i atletik under sommer-OL 2024 blev arrangeret på Stade de France fra 4. til 8. august 2024.
| Medaljevindere            |               |           |  |  |  |  |
|                           |               |           |  |  |  |  |
|                           |               |           |  |  |  |  |
|                           |               |           |  |  |  |  |
| Sydney McLaughlin-Levrone | Anna Cockrell | Femke Bol |  |  |  |  |
| USA                       | USA           | Holland   |  |  |  |  |

## Resultater

### Runde 1
De fem heats i runde 1 blev afholdt den 4. august kl. 12:35 (UTC+2) om eftermiddagen. 40 atleter kvalificerede sig til begivenheden.

Kvalifikationsregel: De første 3 i hvert heat (Q) og de næste 3 hurtigste (q) går videre til semifinalerne , alle andre går videre til gentagelsesrunden (undtagen DNS, DNF, DQ).

#### Heat 1
| Rangering | Bane | Atlet                  | Nation    | Tid   | Noter |
| --------- | ---- | ---------------------- | --------- | ----- | ----- |
| 1         | 7    | Rushell Clayton        | Jamaica   | 54.32 | Q     |
| 2         | 3    | Fatoumata Binta Diallo | Portugal  | 54.75 | Q     |
| 3         | 5    | Amalie Iuel            | Norge     | 54.82 | Q     |
| 4         | 8    | Cathelijn Peeters      | Holland   | 54.84 | q     |
| 5         | 9    | Naomi Van den Broeck   | Belgien   | 55.81 |       |
| 6         | 6    | Rebecca Sartori        | Italien   | 55.81 |       |
| 7         | 4    | Chayenne da Silva      | Brasilien | 56.52 |       |
|           | 2    | Kemi Adekoya           | Bahrain   | 100   | DNS   |

#### Heat 2
| Rangering | Bane | Atlet               | Nation    | Tid   | Noter |
| --------- | ---- | ------------------- | --------- | ----- | ----- |
| 1         | 5    | Jasmine Jones       | USA       | 53.60 | Q     |
| 2         | 9    | Rogail Joseph       | Sydafrika | 54.46 | Q, PB |
| 3         | 3    | Savannah Sutherland | Canada    | 54.80 | Q     |
| 4         | 2    | Paulien Couckuyt    | Belgien   | 54.90 | q, SB |
| 5         | 8    | Gianna Woodruff     | Panama    | 54.94 | SB    |
| 6         | 7    | Ayomide Folorunso   | Italien   | 55.03 |       |
| 7         | 6    | Shana Grebo         | Frankrig  | 56.70 |       |
| 8         | 4    | Carolina Krafzik    | Tyskland  | 58.49 |       |

#### Heat 3
| Rangering | Bane | Atleter          | Nation         | Tid   | Noter |
| --------- | ---- | ---------------- | -------------- | ----- | ----- |
| 1         | 4    | Femke Bol        | Holland        | 53.38 | Q     |
| 2         | 8    | Shiann Salmon    | Jamaica        | 53.95 | Q     |
| 3         | 3    | Zenéy Geldenhuys | Sydafrika      | 54.73 | Q     |
| 4         | 6    | Anna Ryzhykova   | Ukraine        | 55.13 |       |
| 5         | 5    | Jessie Knight    | Storbritannien | 55.39 |       |
| 6         | 2    | Jiadie Mo        | Kina           | 55.43 |       |
| 7         | 9    | Alanah Yukich    | Australien     | 55.46 |       |
| 8         | 7    | Linda Angounou   | Cameroun       | 55.69 | NR    |

#### Heat 4
| Rangering | Bane | Atleter          | Nation         | Tid   | Noter |
| --------- | ---- | ---------------- | -------------- | ----- | ----- |
| 1         | 8    | Anna Cockrell    | USA            | 53.91 | Q     |
| 2         | 7    | Lina Nielsen     | Storbritannien | 54.65 | Q     |
| 3         | 4    | Janieve Russell  | Jamaica        | 54.67 | Q     |
| 4         | 9    | Hanne Claes      | Belgien        | 54.80 | q, SB |
| 5         | 5    | Nikoleta Jíchová | Tjekkiet       | 55.45 |       |
| 6         | 3    | Grace Claxton    | Puerto Rico    | 56.29 |       |
| 7         | 2    | Viivi Lehikoinen | Finland        | 56.67 |       |
| 8         | 6    | Lauren Hoffman   | Filippinerne   | 57.84 |       |

#### Heat 5
| Rangering | Bane | Atleter                   | Nation     | Tid   | Noter |
| --------- | ---- | ------------------------- | ---------- | ----- | ----- |
| 1         | 3    | Sydney McLaughlin-Levrone | USA        | 53.60 | Q     |
| 2         | 4    | Noura Ennadi              | Marokko    | 55.26 | Q     |
| 3         | 5    | Louise Maraval            | Frankrig   | 55.32 | Q     |
| 4         | 6    | Yasmin Giger              | Schweiz    | 55.44 |       |
| 5         | 2    | Alice Muraro              | Italien    | 55.62 |       |
| 6         | 7    | Sarah Carli               | Australien | 55.92 |       |
| 7         | 8    | Line Kloster              | Norge      | 57.69 |       |
| 8         | 9    | Viktoriya Tkachuk         | Ukraine    | 58.10 | SB    |

### Opsamlingsheats
Opsamlingsheatsene blev afholdt den 5. august med start kl. 10:50 (UTC+2) om morgenen.

Kvalifikationsregel: de første 2 i hvert gentagelsesheat (Q) går videre til semifinalerne.

#### Heat 1
| Rangering | Bane | Atleter              | Nation      | Tid          | Noter |
| --------- | ---- | -------------------- | ----------- | ------------ | ----- |
| 1         | 4    | Ayomide Folorunso    | Italien     | 55.07        | Q     |
| 2         | 7    | Naomi Van den Broeck | Belgien     | 55.11 (.107) | Q     |
| 2         | 3    | Alanah Yukich        | Australien  | 55.11 (.107) | Q, PB |
| 4         | 6    | Grace Claxton        | Puerto Rico | 55.94        |       |
| 5         | 5    | Line Kloster         | Norge       | 56.73        |       |
| 6         | 2    | Viivi Lehikoinen     | Finland     | 58.04        |       |
| 7         | 8    | Viktoriya Tkachuk    | Ukraine     | 59.40        |       |

1. ↑  Da Van den Broeck og Yukich havde nøjagtig samme tid, gik begge videre til semifinalerne.

#### Heat 2
| Rangering | Bane | Atleter           | Nation         | Tid          | Noter |
| --------- | ---- | ----------------- | -------------- | ------------ | ----- |
| 1         | 5    | Jiadie Mo         | Kina           | 54.75        | Q, PB |
| 2         | 3    | Jessie Knight     | Storbritannien | 55.10 (.093) | Q     |
| 3         | 2    | Gianna Woodruff   | Panama         | 55.10 (.098) |       |
| 4         | 6    | Nikoleta Jíchová  | Tjekkiet       | 55.31        |       |
| 5         | 7    | Rebecca Sartori   | Italien        | 55.44        |       |
| 6         | 4    | Carolina Krafzik  | Tyskland       | 56.02        |       |
| 7         | 8    | Chayenne da Silva | Brasilien      | 56.56        |       |

#### Heat 3
| Rangering | Bane | Atlet          | Nation       | Tid   | Noter  |
| --------- | ---- | -------------- | ------------ | ----- | ------ |
| 1         | 7    | Shana Grebo    | Frankrig     | 54.91 | Q      |
| 2         | 8    | Anna Ryzhykova | Ukraine      | 54.95 | Q, =SB |
| 3         | 2    | Linda Angounou | Cameroun     | 55.09 | NR     |
| 4         | 4    | Sarah Carli    | Australien   | 55.12 |        |
| 5         | 3    | Yasmin Giger   | Schweiz      | 55.18 |        |
| 6         | 6    | Alice Muraro   | Italien      | 55.48 |        |
| 7         | 5    | Lauren Hoffman | Filippinerne | 58.28 |        |

### Semifinaler
Semifinalerne er planlagt til at blive afholdt den 6. august med start kl. 20:07 (UTC+2) om aftenen.

Kvalifikationsregel: De første 2 i hvert heat (Q) og de næste 2 hurtigste (q) går videre til finalen.

#### Heat 1
| Rangering | Bane | Atleter              | Nation         | Tid     | Noter |
| --------- | ---- | -------------------- | -------------- | ------- | ----- |
| 1         | 5    | Rushell Clayton      | Jamaica        | 53.00   | Q     |
| 2         | 7    | Jasmine Jones        | USA            | 53.83   | Q     |
| 3         | 8    | Zenéy Geldenhuys     | Sydafrika      | 53.90   | PB    |
| 4         | 3    | Shana Grebo          | Frankrig       | 54.84   |       |
| 5         | 4    | Amalie Iuel          | Norge          | 54.88   |       |
| 6         | 2    | Naomi Van den Broeck | Belgien        | 54.94   |       |
| 7         | 9    | Cathelijn Peeters    | Holland        | 55.20   |       |
| 8         | 6    | Lina Nielsen         | Storbritannien | 1:31.22 |       |

#### Heat 2
| Rangering | Bane | Atleter                   | Nation    | Tid   | Noter |
| --------- | ---- | ------------------------- | --------- | ----- | ----- |
| 1         | 7    | Sydney McLaughlin-Levrone | USA       | 52.13 | Q     |
| 2         | 4    | Louise Maraval            | Frankrig  | 53.83 | Q     |
| 3         | 5    | Rogail Joseph             | Sydafrika | 54.12 | PB    |
| 4         | 6    | Janieve Russell           | Jamaica   | 54.65 |       |
| 5         | 3    | Ayomide Folorunso         | Italien   | 54.92 |       |
| 6         | 8    | Fatoumata Binta Diallo    | Portugal  | 54.93 |       |
| 7         | 2    | Anna Ryzhykova            | Ukraine   | 55.65 |       |
| 8         | 9    | Hanne Claes               | Belgien   | 55.96 |       |

#### Heat 3
| Rangering | Bane | Atleter             | Nation         | Tid   | Noter |
| --------- | ---- | ------------------- | -------------- | ----- | ----- |
| 1         | 6    | Femke Bol           | Holland        | 52.57 | Q     |
| 2         | 7    | Anna Cockrell       | USA            | 52.90 | Q     |
| 3         | 5    | Shiann Salmon       | Jamaica        | 53.13 | q, PB |
| 4         | 4    | Savannah Sutherland | Canada         | 53.80 | q     |
| 5         | 9    | Paulien Couckuyt    | Belgien        | 54.64 | SB    |
| 6         | 3    | Jessie Knight       | Storbritannien | 54.90 |       |
| 7         | 1    | Alanah Yukich       | Australien     | 55.49 |       |
| 8         | 8    | Noura Ennadi        | Marokko        | 55.50 |       |
| 9         | 2    | Jiadie Mo           | Kina           | 55.63 |       |

### Finale
Finalen blev afholdt 8. august med start kl. 21:25 (UTC+2) om aftenen.
| Rangering                        | Bane | Atleter                   | Nation   | Tid   | Noter |
| -------------------------------- | ---- | ------------------------- | -------- | ----- | ----- |
| 1                                | 5    | Sydney McLaughlin-Levrone | USA      | 50.37 | WR    |
| 2. plads, sølvmedaljemodtager(e) | 7    | Anna Cockrell             | USA      | 51.87 | PB    |
| 3                                | 6    | Femke Bol                 | Holland  | 52.15 |       |
| 4                                | 9    | Jasmine Jones             | USA      | 52.29 | PB    |
| 5                                | 8    | Rushell Clayton           | Jamaica  | 52.68 |       |
| 6                                | 2    | Shiann Salmon             | Jamaica  | 53.29 |       |
| 7                                | 3    | Savannah Sutherland       | Canada   | 53.88 |       |
| 8                                | 4    | Louise Maraval            | Frankrig | 54.53 |       |